# Jack Antonoff
Jack Michael Antonoff (Bergenfield, Nueva Jersey, 31 de marzo de 1984) es un cantante, compositor y productor discográfico. Es el cantante principal de la banda de indie pop Bleachers, y guitarrista y batería de la banda de indie rock Fun. Anteriormente fue el cantante principal de la banda de indie rock Steel Train.
Además de su trabajo con Bleachers y Fun, Antonoff ha trabajado como compositor y productor discográfico con varios artistas, incluidos Taylor Swift, Lorde, St. Vincent, Lana Del Rey, Carly Rae Jepsen y Troye Sivan. Antonoff ha sido nominado para un premio Globo de Oro y ha ganado seis premios Grammy: dos por su trabajo con Fun., tres por la producción de los álbumes de Taylor Swift 1989, Folklore y Midnights, y uno con St. Vincent por escribir la canción de título en Masseduction. 
Desde 2015, comenzó su propio festival de música, Shadow of The City, que tiene lugar anualmente en Nueva Jersey.

## Biografía
Antonoff nació el 31 de marzo de 1984 en Bergenfield, Nueva Jersey. Es el segundo de tres hijos de Shira (Wall) y Rick Antonoff. Su hermana mayor es la diseñadora de moda Rachel Antonoff, y su hermana menor, Sarah, falleció de cáncer cerebral a la edad de trece años cuando Jack se encontraba en el último año de la escuela secundaria.
Antonoff es judío. Creció en New Milford, Nueva Jersey y Woodcliff Lake, Nueva Jersey, y asistió a la escuela primaria en la escuela diurna Solomon Schechter del condado de Bergen. Para la escuela secundaria, él y su hermana viajaban a Manhattan para asistir a la Escuela Infantil Profesional. Durante su segundo año de escuela secundaria, en noviembre de 1998, él y varios amigos de la escuela primaria formaron una banda de punk rock llamada Outline. Lanzaron un EP homónimo a través de Lifetime Records, el sello discográfico de un amigo, en enero de 2000. Antonoff inicialmente cantó en el grupo hasta principios de 2000, cuando Eddie Wright asumió la voz. Con la incorporación de Wright, grabaron seis canciones que luego fueron lanzadas como 6 Song Demo en el verano. Lanzaron un álbum, A Boy Can Dream, en julio de 2001 a través de Triple Crown Records.

## Carrera musical

### 2002–2013:Steel Train
En 2002, Antonoff y su amigo Scott Irby-Ranniar formaron la banda Steel Train. La banda estaba formada por Antonoff como el cantante principal, Matthias Gruber, como el baterista, Evan Winiker como bajista, Matthew Goldman, como guitarrista y corista y el propio Irby-Ranniar, como vocalista y pianista. La banda consiguió un contrato de grabación con Drive-Thru Records, para su primer álbum. En 2003, lanzaron su primer EP, titulado: For You My Dear. El grupo era popular en el circuito de festivales de jamband. Tras la publicación de tres álbumes de estudio, el 13 de noviembre de 2012, Jack Antonoff anunció en sus redes sociales que "no había planes inmediatos para que todo volviera a funcionar" y que la banda tendría un último show en el Bowery Ballroom el 5 de enero de 2013.

### 2008–2015:Fun.

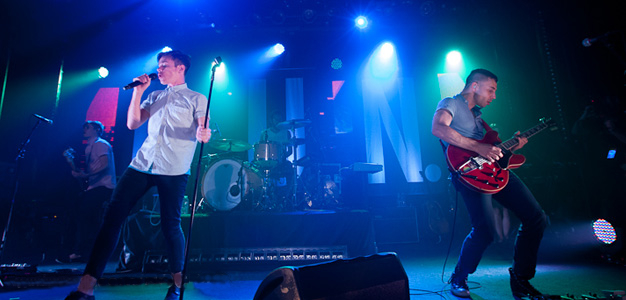
Fun. en concierto en 2012

En 2008, Nate Ruess (anteriormente líder de la banda indie rock The Format) le pidió a Antonoff que se uniera a él y a Andrew Dost en una nueva banda, que se convirtió en Fun. Antonoff ya conocía bien a Ruess y Dost, ya que sus bandas anteriores habían realizado giras juntas. La nueva banda lanzó su álbum debut, Aim and Ignite, en 2009. El segundo álbum de Fun, Some Nights (2012), produjo el primer sencillo número uno de la banda, "We Are Young". La canción fue coescrita por Antonoff con Ruess, Dost y Jeff Bhasker. Gracias al éxito tocaron con Queen en septiembre de 2013 en el iHeartRadio Music Festival, que se llevó a cabo en el MGM Grand Garden Arena en Las Vegas, Nevada. Antonoff tocó la guitarra de Brian May durante el ensayo, que describió como "la experiencia más surrealista jamás vivida". La banda lanzó un EP gratuito de seis canciones en diciembre de 2013, titulado: Before Shane Went to Bangkok: Fun. Live in the USA. El 4 de febrero de 2015, la banda anunció en su página de Facebook y en su sitio web oficial que no se separarían, pero que se tomarían un descanso indefinido para dedicarse a otros proyectos.

### 2014–presente:Bleachers

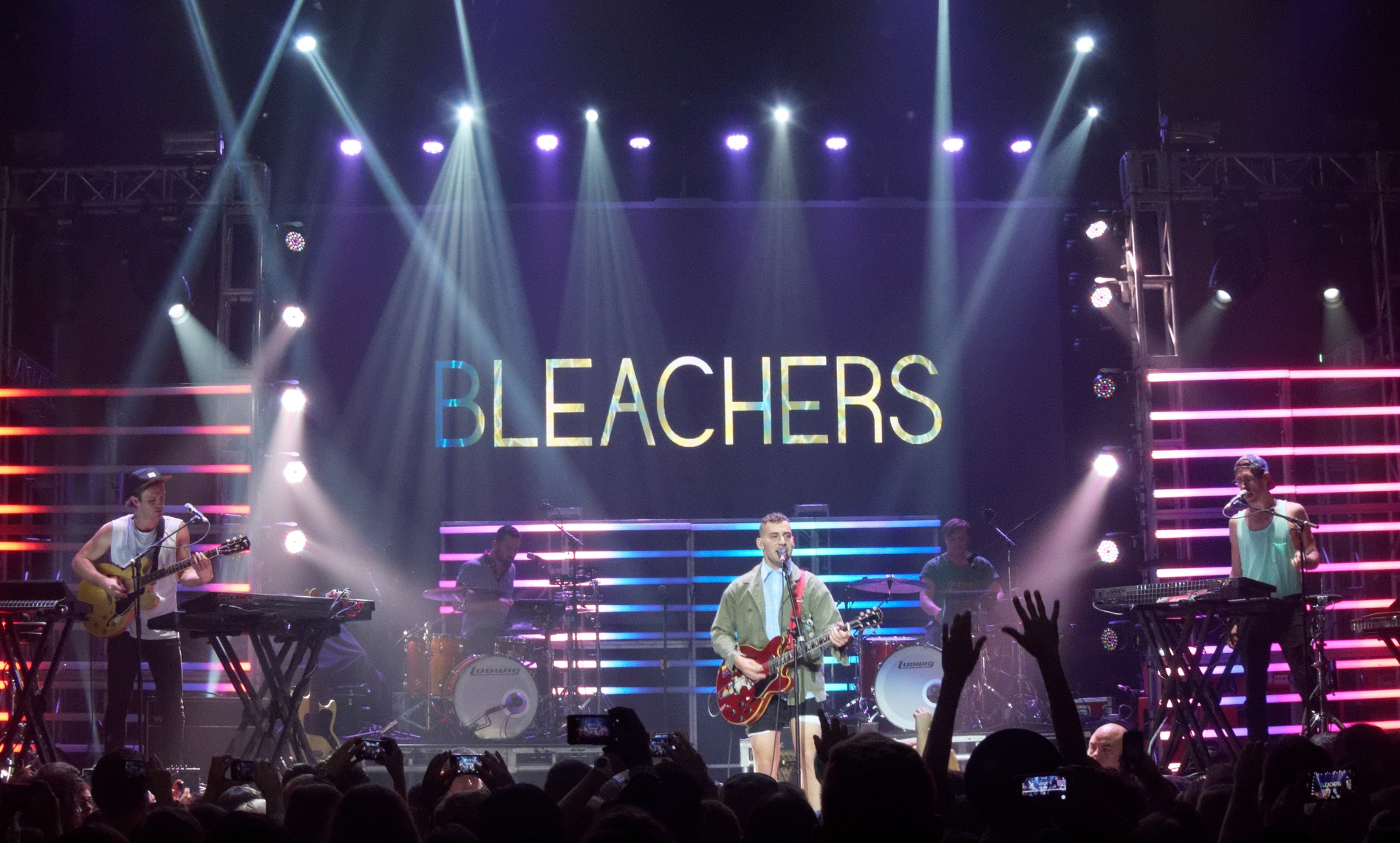
Bleachers en concierto en 2014

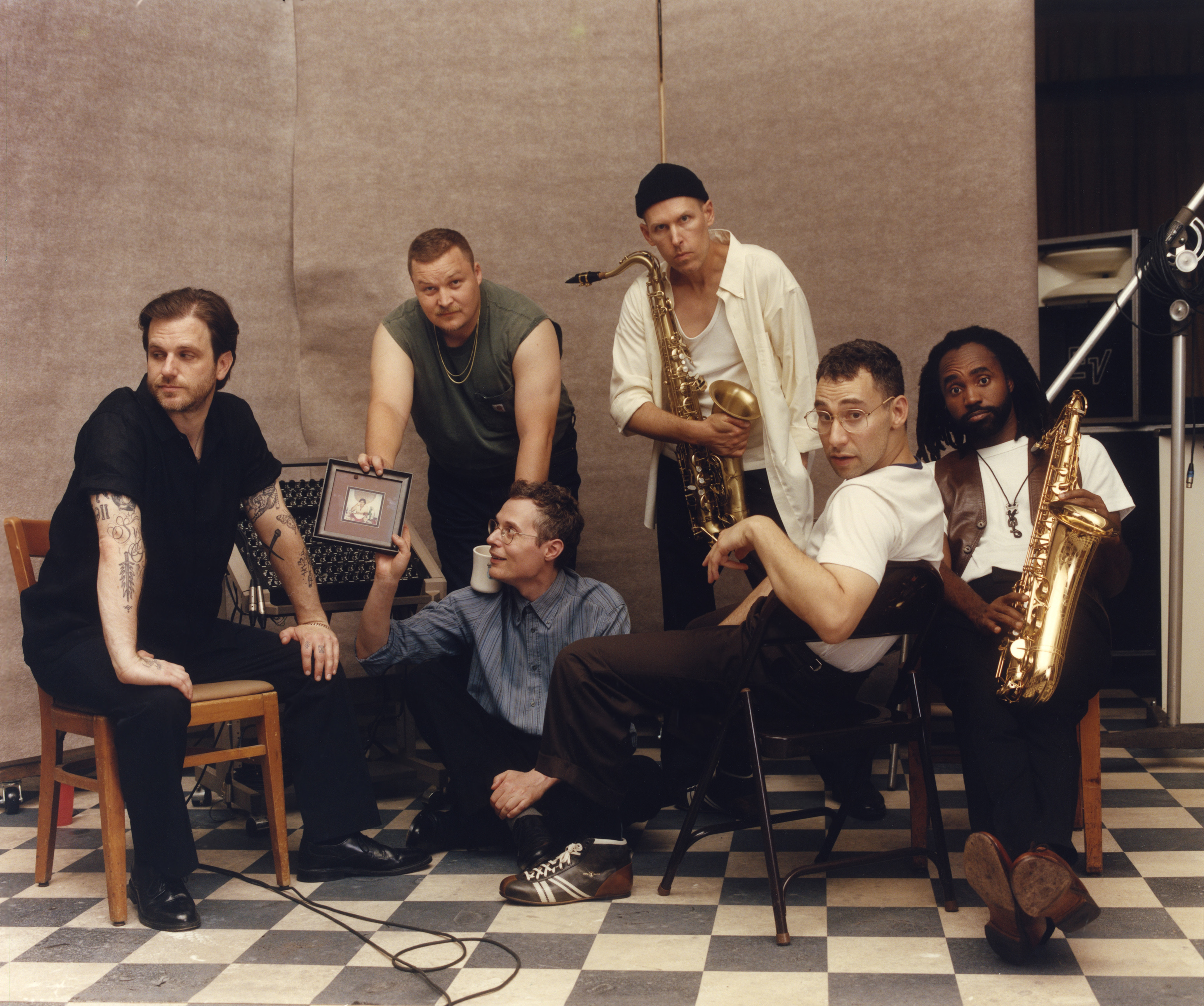
Bleachers en la grabación del video musical de "Modern Girl", en agosto de 2023

Antonoff anunció un proyecto en solitario llamado Bleachers en febrero de 2014. Antonoff declaró en junio de 2014 que el proyecto había sido considerado durante unos 10 años, y que el nombre se inspiró en el "lado más oscuro y desconectado" de la juventud suburbana y las películas de John Hughes, que estaban "vinculadas a una época en la que las grandes canciones eran geniales".
Las canciones del álbum debut, Strange Desire, fueron escritas en su mayoría en la computadora portátil de Antonoff en habitaciones de hotel durante una gira mundial de Fun.. El álbum fue publicado el 10 de julio de 2014 con la discográfica, RCA Records. El 24 de marzo de 2023, la banda colaboró en la canción "Margaret" del álbum de Lana Del Rey, Did You Know That There's a Tunnel Under Ocean Blvd. En marzo de 2024, se publicará el cuarto álbum de la banda Bleachers. El 18 de enero de 2024, publicaron el tercer sencillo del álbum, "Tiny Moves" junto con el videoclip protagonizado por Margaret Qualley.

## Otros proyectos
Desde 2013, lleva trabajando junto a Taylor Swift. Su primer trabajo juntos fue la canción "Sweeter Than Fiction" para la película de 2013 One Chance. En 2014, produjo y escribió hasta tres canciones que fueron grabadas para el álbum 1989, incluyendo el sencillo "Out of the Woods" publicado el 18 de enero de 2016. En el mismo año, junto con Swift produjeron y escribieron el sencillo "I Don't Wanna Live Forever", para la película de Fifty Shades Darker, como parte de la banda sonora de la misma. Además, ha trabajado en los siguientes álbumes de la cantante como Lover lanzado en 2019; Folklore y Evermore en 2020, Midnights en 2022 y  The Tortured Poets Department en 2024. También participó en la reedición de sus álbumes anteriores: Speak Now (Taylor's Version) y 1989 (Taylor's Version) en 2023.
En 2017, Antonoff coescribió y produjo Melodrama segundo álbum de estudio de la cantante Lorde, que se estrenó en junio. USAToday lo describió como "el mejor álbum pop de 2017 hasta ahora". La revista Rolling Stone elogió específicamente la producción de Antonoff, señalando que utilizaba "el espacio vacío con un efecto espectacular, [mientras] los arreglos pasaban de la claridad absoluta al delirio". En apoyo del álbum, Antonoff apareció en el vídeo musical de su sencillo principal. , "Green Light". Luego interpretó "Liability" junto a Lorde en Saturday Night Live. Desde 2018 hasta 2021, Antonoff coescribió, produjo y actuó en el tercer álbum de Lorde, Solar Power.
Antonoff coprodujo el sexto álbum de estudio de Lana Del Rey, Norman Fucking Rockwell!, que se lanzó el 30 de agosto de 2019. También coescribió la mayoría de las canciones del álbum, incluidos los sencillos "Mariners Apartment Complex" y "Venice Bitch". El álbum recibió elogios de la crítica y Rhian Daly de la revista NME señaló que el sonido "folk bohemio" del disco era una desviación del "tipo de euforia cristalina" de Antonoff. Otros críticos notaron el sonido de rock psicodélico inspirado en los años 60 del álbum. Antonoff también produjo los álbumes posteriores de Del Rey, Chemtrails Over the Country Club en 2021 y Did You Know That There's a Tunnel Under Ocean Blvd en 2023 , este último incluye el dúo "Margaret" que Del Rey escribió sobre la esposa de Antonoff.
Antonoff apareció como él mismo en la película de 2021 dirigida por Edgar Wright The Sparks Brothers, hablando de su admiración por la banda Sparks. Ese mismo año contribuyó al sexto álbum de estudio de St. Vincent, Daddy's Home y al segundo disco de Clairo, Sling. Produjo ocho temas del quinto álbum de estudio de Florence and the Machine, Dance Fever, lanzado en 2022. Sus créditos en el álbum incluyen los sencillos "King" y "Free".
En 2022, Antonoff colaboró con la banda alternativa inglesa The 1975 para coproducir su quinto álbum de estudio, Being Funny in a Foreign Language. En 2024, fue el encargado de producir la banda sonora de la nueva miniserie de Apple TV+ titulada The New Look. En el mismo año, participó en la producción del sencillo 6:16 in LA del artista Kendrick Lamar y del sencillo de Sabrina Carpenter, Please Please Please.

## Vida personal
Cuando Antonoff se mudó por primera vez de la casa familiar a fines de 2012, vivía con su hermana, Rachel, en el Upper West Side de la ciudad de Nueva York. Posteriormente, se mudó a Brooklyn Heights para vivir con Lena Dunham, con quien estaba saliendo en ese momento. La pareja se separó en enero de 2018. Desde diciembre de 2019, reside en el departamento de Brooklyn Heights que compartió con Dunham, donde también posee un estudio de música en casa. Antonoff ha estado vinculado con la actriz Margaret Qualley desde agosto de 2021 y confirmó oficialmente su relación en marzo de 2022. Se casaron en Long Beach, Nueva Jersey, el 19 de agosto de 2023.
Antonoff ha hablado públicamente sobre su lucha contra la depresión, la ansiedad y el trastorno obsesivo-compulsivo. Afirma que escuchar las batallas de otros contra la depresión le hizo sentir "no mejor, pero no solo" y "mucho menos asustado".

## Discografía

### Álbumes

#### Como cantante
| Con Outline - Outline (2020) - 6 Song Demo (2000) - A Boy Can Dream (2001) Con Steel Train - For You My Dear (2003) - Twilight Tales from the Prairies of the Sun (2005) - Trampoline (2007) - Steel Train Is Here (2009) - Steel Train (2010) Con Fun. - Aim and Ignite (2009) - Some Nights (2012) | Con Bleachers - Strange Desire (2014) - Gone Now (2017) - Take the Sadness Out of Saturday Night (2021) - Bleachers (2024) Bandas sonoras - Cincuenta sombras más oscuras (2017) - Love, Simon (2018) - Minions: The Rise of Gru (2022) - The New Look (2024) |

#### Como productor
Álbumes
- Carli Rae Jepsen – Dedicated (2019), Dedicated Side B (2020)
- Clairo – Sling (2021)
- Diana Ross – Thank you (2021)
- FKA Twigs – Magdalene (2019)
- Florence and the Machine – Dance Fever, (2022)
- Kevin Abstract – Arizona Baby (2019)
- Lana Del Rey – Norman Fucking Rockwell! (2019), Violet Bent Backwards over the Grass (2020), Chemtrails over the Country Club (2021), Did You Know That There's a Tunnel Under Ocean Blvd (2023)
- Lorde – Melodrama (2017), Solar Power (2021)
- Sabrina Carpenter – Short n' Sweet (2024)
- St. Vincent – Masseduction (2017), Daddy's Home (2021)
- Taylor Swift – 1989 (2014), Reputation (2017), Lover (2019), Folklore (2020), Evermore (2020), Fearless (Taylor's Version) (2021), Red (Taylor's Version) (2021), Midnights (2022), Speak Now (Taylor's Version) (2023), 1989 (Taylor's Version) (2023), The Tortured Poets Department (2024)
- The 1975 – Being Funny in a Foreign Language, (2022)
- The Chicks – Gaslighter (2020)
- Kendrick Lamar – GNX, (2024)

Sencillos
- Kendrick Lamar - 6:16 in LA (2024)

## Premios y nominaciones
Antonoff tiene cinco premios Grammy y una nominación a los premios Globo de Oro; esta es lista completa de premios y nominaciones:
Premios Globo de Oro
| Premios Globo de Oro | Premios Globo de Oro   | Premios Globo de Oro   | Premios Globo de Oro | Premios Globo de Oro |
| Año                  | Categoría              | Trabajo nominado       | Resultado            | Ref.                 |
| -------------------- | ---------------------- | ---------------------- | -------------------- | -------------------- |
| 2014                 | Mejor canción original | "Sweeter than Fiction" | Nominado             | [ 50 ]               |

Premios Gracie
| Premios Gracie | Premios Gracie                                | Premios Gracie                            | Premios Gracie | Premios Gracie |
| Año            | Categoría                                     | Trabajo nominado                          | Resultado      | Ref.           |
| -------------- | --------------------------------------------- | ----------------------------------------- | -------------- | -------------- |
| 2021           | Reconocimiento al mejor especial o variedades | "Folklore: The Long Pond Studio Sessions" | Ganador        | [ 51 ]         |

Premios Grammy
| Premios Grammy | Premios Grammy                             | Premios Grammy                                      | Premios Grammy | Premios Grammy |
| Año            | Categoría                                  | Trabajo nominado                                    | Resultado      | Ref.           |
| -------------- | ------------------------------------------ | --------------------------------------------------- | -------------- | -------------- |
| 2013           | Mejor artista novel                        | Fun                                                 | Ganador        | [ 52 ]         |
| 2013           | Mejor grabación del año                    | "We Are Young"                                      | Nominado       | [ 53 ]         |
| 2013           | Canción del año                            | "We Are Young"                                      | Ganador        | [ 52 ]         |
| 2013           | Mejor interpretación de pop de dúo/grupo   | "We Are Young"                                      | Nominado       | [ 53 ]         |
| 2013           | Mejor álbum de pop vocal                   | Some Nights                                         | Nominado       | [ 53 ]         |
| 2013           | Álbum del año                              | Some Nights                                         | Nominado       | [ 53 ]         |
| 2016           | Álbum del año                              | 1989                                                | Ganador        | [ 54 ]         |
| 2018           | Álbum del año                              | Melodrama                                           | Nominado       | [ 55 ]         |
| 2018           | Mejor canción escrita para medios visuales | "I Don't Wanna Live Forever"                        | Nominado       | [ 55 ]         |
| 2019           | Mejor álbum de música alternativa          | Masseduction                                        | Nominado       | [ 56 ]         |
| 2019           | Mejor canción rock                         | "Masseduction"                                      | Ganador        | [ 56 ]         |
| 2020           | Álbum del año                              | Norman Fucking Rockwell!                            | Nominado       | [ 57 ]         |
| 2020           | Canción del año                            | "Norman Fucking Rockwell"                           | Nominado       | [ 57 ]         |
| 2020           | Mejor productor del año, no clásico        | Él mismo                                            | Nominado       | [ 57 ]         |
| 2021           | Álbum del año                              | Folklore                                            | Ganador        | [ 58 ]         |
| 2021           | Mejor productor del año, no clásico        | Él mismo                                            | Nominado       | [ 58 ]         |
| 2022           | Álbum del año                              | Evermore                                            | Nominado       | [ 59 ]         |
| 2022           | Mejor productor del año, no clásico        | Él mismo                                            | Ganador        | [ 59 ]         |
| 2023           | Mejor productor del año, no clásico        | Él mismo                                            | Ganador        | [ 60 ]         |
| 2024           | Mejor productor del año, no clásico        | Él mismo                                            | Ganador        | [ 61 ] [ 62 ]  |
| 2024           | Álbum del año                              | Midnights                                           | Ganador        | [ 61 ] [ 62 ]  |
| 2024           | Álbum del año                              | Did You Know That There's a Tunnel Under Ocean Blvd | Nominado       | [ 61 ] [ 62 ]  |

Premios Satellite
| Premios Satellite | Premios Satellite      | Premios Satellite            | Premios Satellite | Premios Satellite |
| Año               | Categoría              | Trabajo nominado             | Resultado         | Ref.              |
| ----------------- | ---------------------- | ---------------------------- | ----------------- | ----------------- |
| 2018              | Mejor canción original | "I Don't Wanna Live Forever" | Nominado          | [ 63 ]            |
| 2019              | Mejor canción original | "Strawberries & Cigarettes"  | Nominado          | [ 64 ]            |